# Ixtlilxochitl II.
Ixtlilxochitl II. (* 1500; † 1550) war ein Herrscher (Tlatoani) der mesoamerikanischen Stadt Texcoco.

## Leben
Ixtlilxochitl war einer der Söhne von Nezahualpilli, dieser verstarb 1515, vier Jahre vor dem Beginn der spanischen Eroberung. Moctezuma, der Herrscher von Tenochtitlán,  griff aus politischem Kalkül in die Thronfolge ein und verhalf dem ihm genehmen anderen Sohn Cacamatzin auf den Thron von Texcoco. Damit löste er einen Bruderkrieg aus, denn Ixtlilxochitl erkannte seinen Bruder nicht als Herrscher an. Er ging mit seinen Getreuen in die Berge und rebellierte gegen Cacamatzin und somit auch gegen Moctezuma.
Als im Jahre 1519 die spanischen Konquistadoren unter Hernán Cortés das Reich der Azteken betraten, war das Reich von Texcoco zwischen den beiden Brüdern geteilt worden. Herrscher der Stadt und über einen Teil des Landes blieb Cacamatzin. Den kleineren Teil des Landes kontrollierte Ixtlilxochitl. Dieser Kompromiss hatte die Rebellion des Ixtlilxochitl gegen seinen Bruder aber nicht vollständig beendet. Im Geheimen arbeitete Ixtlilxochitl weiter am Sturz seines Bruders. Als Moctezuma Cacamatzin verhaften ließ, weil dieser seinen Sturz vorbereitete, wollte Ixtlilxochitl endlich die Macht in Texcoco übernehmen. Doch Moctezuma setzte Cuicuitzcatl, einen weiteren Sohn von Nezahualpilli, auf den Thron von Texcoco. Damit trieb er Ixtlilxochitl endgültig in die Arme von Hernán Cortés.
Cortés floh in der Noche Triste aus Tenochtitlán und sammelte seine Kräfte in Tlaxcala. Von dort aus beschloss er die endgültige Vernichtung Tenochtitláns. Er wollte die Hauptstadt der Azteken einschließen und benötigte dafür Texcoco als sicheren Hafen. Als die spanischen Truppen auf  die Stadt vorrückten, erwies sich Cuicuitzcatl als schwacher Herrscher und floh in einem Boot über den See nach Tenochtitlán. Damit war der Thron von Texcoco endlich frei für Ixtlilxochitl. Er hatte bereits Kontakt mit den Spaniern aufgenommen und ließ sich taufen. Sein Taufpate war Hernán Cortés. Bei der Belagerung und der anschließenden Schlacht von Tenochtitlán im Jahre 1521 unterstützte Ixtlilxochitl die Spanier tatkräftig und erwies sich als treuer Freund von Hernán Cortés.